# Боен слон
Бойните слонове са слонове, използвани в армията за военни цели от различни страни и народи от древността до ренесанса.

## История
През античността и средновековието бойните слонове са огромна военна сила, като притежава и страшен психологически ефект върху вражеските бойци, сеейки ужас между тях. С появата на огнестрелното оръжие обаче, и по-специално на танка, ролята на бойните слонове в армията значително намалява и спада само до ограничената им съвременна употреба в единични бойни действия в пресечена местност, където използването на танкове е невъзможна или неефективна (например в джунгла). С течение на времето използването на слонове в битки се оказва неудачно и употребата им в армията се свежда до транспортиране на хора и снаряжение за по-бърз преход през пресечени местности.
Ефективността от използването на бойни слонове още от древността се поставя в зависимост от различни фактори: дресировка, опитни водачи, възбуждане на агресивността им и управлението им на бойното поле, климатични и други природни условия, подходяща среда и храна за отглеждането им и т.н.
Не е известно точно от кога слона се използва като бойно средство и оръжие. Първите известни данни за това са от XVI век пр.н.е., след което със сигурност бойни слонове се използват от асирийската армия. В Древен Китай по време на управлението на династията Шан (1600—1027 г. пр.н.е.) също са отглеждани и използвани бойни слонове. Най-значимото и масово използване на бойни слонове е в Индия, където опитомявали индийски слонове за военни нужди, което е отбелязано в древноиндийския епос Махабхарата. През древността и античността използването на бойни слонове в Индия е масова практика. Към IV век пр.н.е. на специалната дървена платформа качена на гърба на бойните слонове се побирали по четирима бойци въоръжени с дротики и лъкове. Също така от височината на бойниците се предавали лесно команди на войската. Първоначално слоновете се използвали успешно срещу вражеската пехота, а по времето след фалангата на древните македонци и с настъплението на римляните – срещу вражеската кавалерия. На разбеснелите се бойни слонове излезли извън контрол и/или обърнали се срещу своята армия се разбивали със специално длето и чук черепите.
Първата среща на европейска армия с бойни слонове била в битката при Гавгамела, при която персите разполагали с 15 бойни слона, след което Александър Македонски зачислил пленените в македонската армия. Постепенно, след походите на Александър Македонски до Индия и срещата му с Пор (разполагал със 150-200 добре обучени бойни слона), тактическата употреба на бойните слонове се променя. Пунически Картаген например използвал бойни африкански слонове в самостоятелни бойни единици за пробиване на вражеските линии, като същевременно целял с използването на бойните слонове да постигне максимален психологически ефект върху противниковите бойци, чийто коне на кавалеристите се подплашвали и бягали подушвайки отделяната миризма от слоновете. Пуните, и в частност съюзените им нумидийци, опитомявали като боен слон изчезнал подвид на днешния африкански слон от саваната, чийто ареал достигал до Средиземно море и бил масово разпространен в Магреб и в цяла Северна Африка по онова време. По него време климатът в Северна Африка бил значително по-мек и влажен, т.е. и по-студен от днешния, което благоприятствало развитието на растителността като масова храна за тези животни. От друга страна употребата и управлението на бойните слонове било във висша степен майсторско изкуство и изисквало много добри познания и опит, а освен всичко останало за издръжката и обоза на бойните слонове се изисквало отделянето на огромни средства от хазната, което било по силите единствено на богати държави. Управлението на бойните слонове се осъществявало от специални дресьори и ездачи (махаути), които използвали специални поводи за животните, стигащи до бивните им. За управлението на бойния слон се използвали и специални инструменти – анкус и нож-кинжал, който махаута забивал в меките части на слона, за да го дразни. Като правило преди битка животните се опивали с наркотици и/или алкохол, като се използвали и музикални инструменти издаващи високи тонове-зурли, за да се раздразнят и придобият смелост и решителност тези животни, но ако водачите им били неопитни или възникнели непредвидени обстоятелства, често бойните слонове излизали извън контрол изпадайки в дива ярост и ставали неуправляеми, предизвиквайки жертви най-често сред армията в редовете на която служели като бойци. Като правило за бойни слонове се дресирали само мъжки екземпляри, понеже слониците в природата избягвали стълкновенията с мъжките и при среща с бойните слонове на противниковата армия, напускали полесражението незабавно. Често и хобота на бойните слонове служел като страшно оръжие срещу противниковата пехота и кавалерия.
От VII век пр.н.е. започнали да обличат бойните слонове в доспехи от волски кожи. По-сетне, особено в пунически Картаген, започнали да надяват на бойните слонове и желязна броня за предпазване от метателните оръжия и особено от копията на противника, като животните били снаряжени с щит и дротики, а на хоботите на бойните слонове надявали железни пластини с шипове. Пълно бойно снаряжение бойния слон добил в Индия – хат джхул, в т.ч. с доспехи каджим, защита на главата под формата на каска – хаджагаха и на тялото – пакхар. Пълните доспехи на бойния слон се състояли от 8350 пластини с общо тегло 159 кг, като имали и стилизирана художествена украса.
През средновековието, бойните слонове се използвали като укрепени и транспортно-снабдителни пунктове на бойното поле за пехотата. Също така огромните животни служели при равнинен терен за наблюдателни и командни пунктове, откъдето пълководците ръководели военните действия виждайки и разбирайки непосредствено какво се случва на бойното поле, като същевременно при неблагоприятен развой на битката, шансът за успешно отстъпление и избягване на плен от страна на военачалниците на кулата-беседка на гърба на слона бил значително по-висок, отколкото ако се намират на земята сред бойците си.
Най-известните и решителни битки с бойни слонове се разиграли в античността в битката при Хидасп, битката при Рафия и битката при Зама, като в последната лошо обучените африкански слонове изиграли и лоша шега на господарите си и картагенците се принудили да се примирят с неизбежната си съдба, особено след предходно сполетялото ги въстание на наемниците.
- Камбоджански боен слон в доспехи и на парад в периода 12-13 век.
- Бойните слонове през ПСВ влизат и в тилова употреба за оран – снимка от 1917 г.
- Боен слон на страната на Антантата през ПСВ пренася снаряжение на пристанището в Шефилд.